# Nittorp
Nittorp is een plaats in de gemeente Tranemo in het landschap Västergötland en de provincie Västra Götalands län in Zweden. De plaats heeft 187 inwoners (2005) en een oppervlakte van 25 hectare.